# Alma Johansson (aktivist)
Alma Johansson var en svensk rösträttsaktivist. Hon var verksam i kampanjen för införandet av kvinnlig rösträtt i Sverige, och ordförande för Föreningen för kvinnans politiska rösträtt i Eskilstuna 1910–1913. 